# Кубок наций 1999 (снукер)
Кубок наций по снукеру 1999 (англ. Nations Cup 1999) — профессиональный нерейтинговый снукерный турнир, который проходил в Ньюкасле (Англия) с 16 по 24 января 1999 года. Победителем турнира стала сборная Уэльса, обыгравший в финале сборную Шотландии со счётом 6:4.

## Результаты

### Групповая стадия
- Шотландия 8:3 Англия
- Уэльс 8:3 Ирландия
- Северная Ирландия 6:5 Англия
- Шотландия 8:3 Уэльс
- Ирландия 6:5 Северная Ирландия
- Уэльс 6:5 Северная Ирландия
- Англия 9:2 Ирландия
- Шотландия 7:4 Северная Ирландия
- Уэльс 7:4 Англия
- Шотландия 9:2 Ирландия

### Финал
- Уэльс 6:4 Шотландия

Матчи из 1 фрейма
- -  Мэттью Стивенс 6-66 Джон Хиггинс 
  -  Марк Уильямс 0-93 Стивен Хендри 
  -  Мэттью Стивенс 78-6 Алан Макманус 
  -  Доминик Дэйл/Даррен Морган 20-62 Стивен Хендри/Крис Смолл 
  -  Даррен Морган 91-34 Крис Смолл 
  -  Марк Уильямс 101-22 Джон Хиггинс 
  -  Доминик Дэйл 1-79 Крис Смолл 
  -  Мэттью Стивенс/Марк Уильямс 75-20 Джон Хиггинс/Алан Макманус 
  -  Марк Уильямс 82-20 Алан Макманус 
  -  Мэттью Стивенс 88-1 Стивен Хендри